# Altstadtring (München)
Der Altstadtring in München ist dort die innerste Ringstraße. Er verläuft mit Ausnahme der nordwestlichen und nordöstlichen Abschnitte ungefähr entlang der ehemaligen zweiten Stadtmauer und umschließt die Altstadt Münchens. Mit Ausnahme des Teilstücks zwischen Isartor und Sendlinger Tor (Blumen- und Frauenstraße) ist er durchgehend vier- oder fünfstreifig ausgebaut.
Eine Durchquerung der Altstadt ist für den motorisierten Verkehr nicht möglich, er muss die Altstadt daher auf dem Altstadtring umfahren. Der Ring wurde erst nach dem Zweiten Weltkrieg teils über existierende Straßen geführt und teils durch die Altstadt gebrochen. Trotz einiger repräsentativer Gebäude war in München kein Boulevard um die ehemalige Stadtmauer geschaffen worden.

## Straßenverlauf
Die nachfolgende Beschreibung des Straßenverlaufes erfolgt im Uhrzeigersinn, beginnend im Norden mit dem unter der Ludwigstraße hindurchführenden Altstadtringtunnel.

### Altstadtringtunnel
48° 8′ 41″ N, 11° 34′ 54″ O
Der Altstadtringtunnel beginnt westlich der Ludwigstraße, an einer Kreuzung von Oskar-von-Miller-Ring und Gabelsbergerstraße. In östlicher Richtung fließt der Verkehr dreistreifig, der zweistreifige Haupttunnel führt auf die Prinzregentenstraße in Richtung Osten, der einstreifige Seitenarm folgt dem Altstadtring und schließt auf Höhe der Staatskanzlei an den Franz-Josef-Strauß-Ring und dann weiter an den Karl-Scharnagl-Ring an. In westlicher Richtung verläuft der Tunnel zwei- bzw. dreistreifig. Eine einstreifige Zufahrt von der Von-der-Tann-Straße erlaubt die Zufahrt vom Altstadtring. Der Haupttunnel hat eine Länge von 610 m.

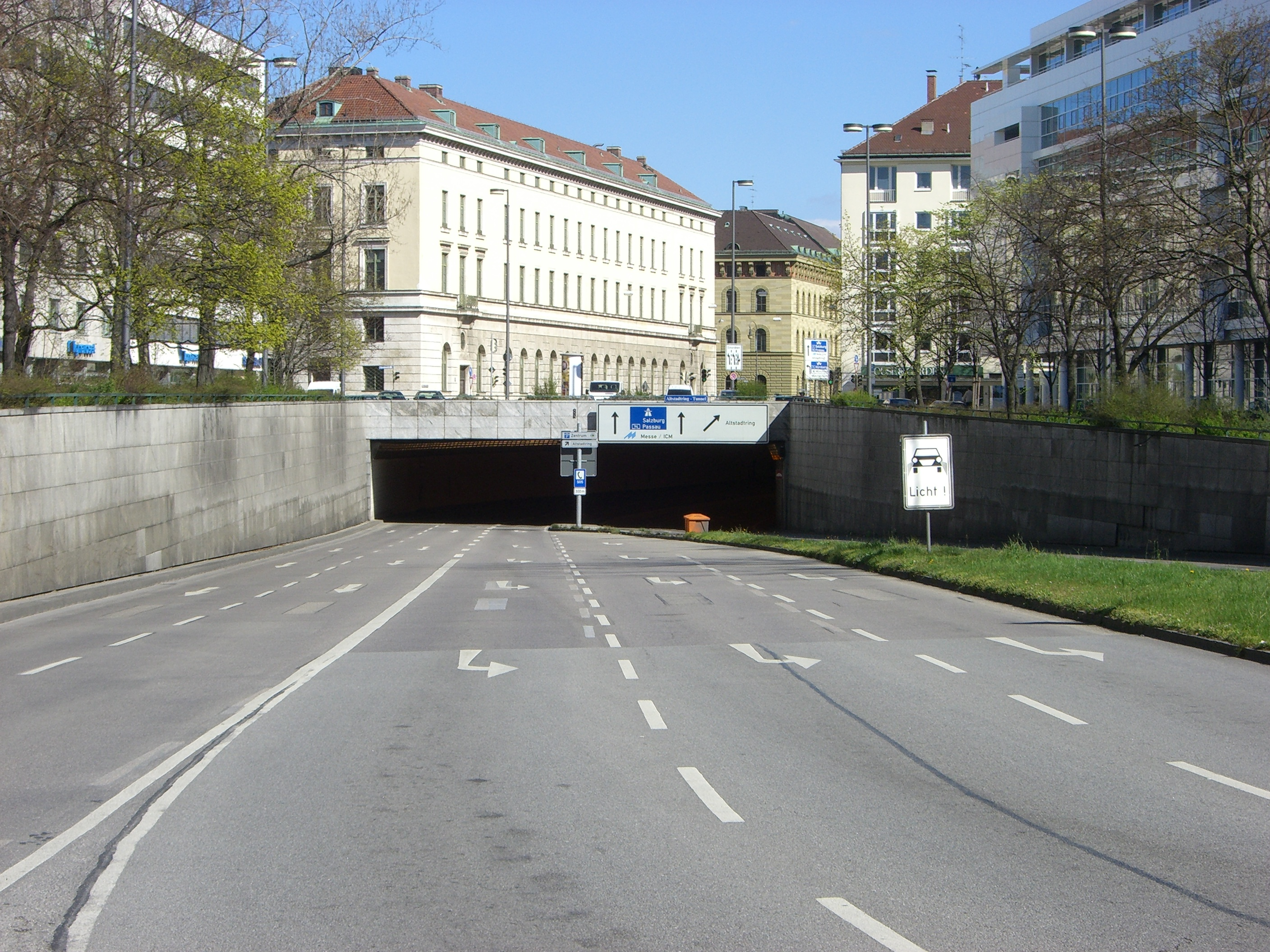
Tunnelportal am Oskar-von-Miller-Ring
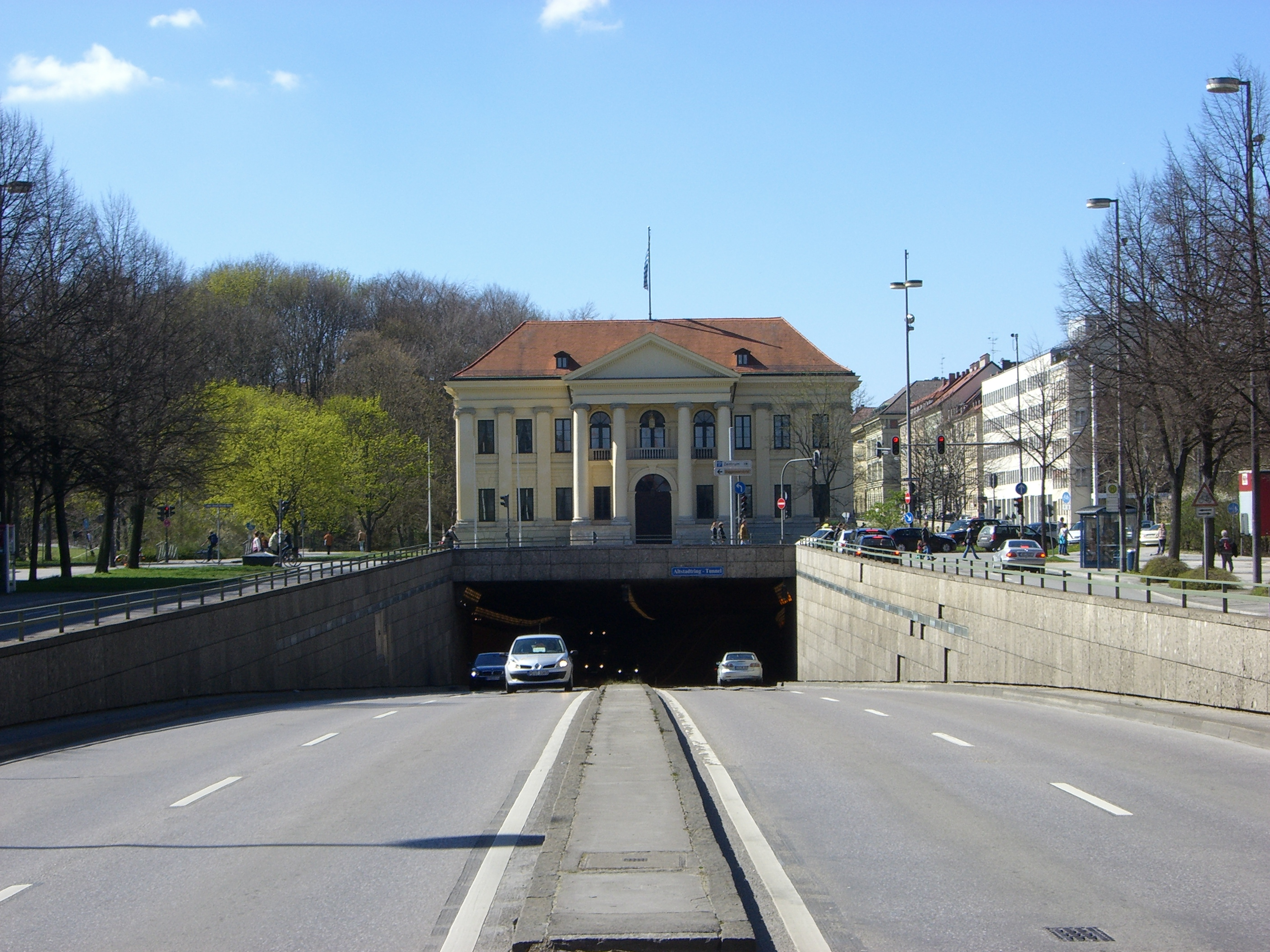
Tunnelportal in der Prinzregentenstraße
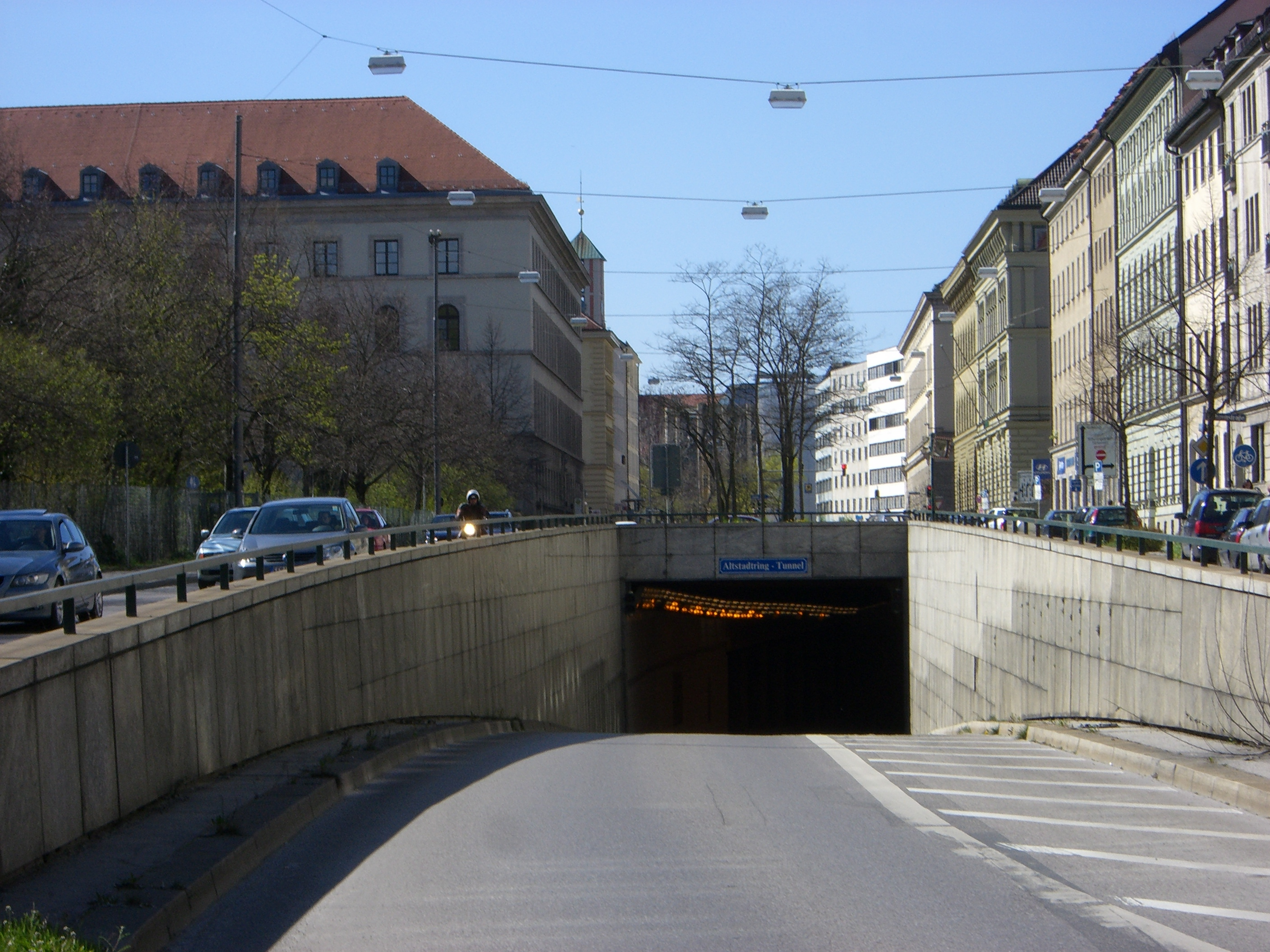
Tunneleinfahrt in der Von-der-Tann-Straße
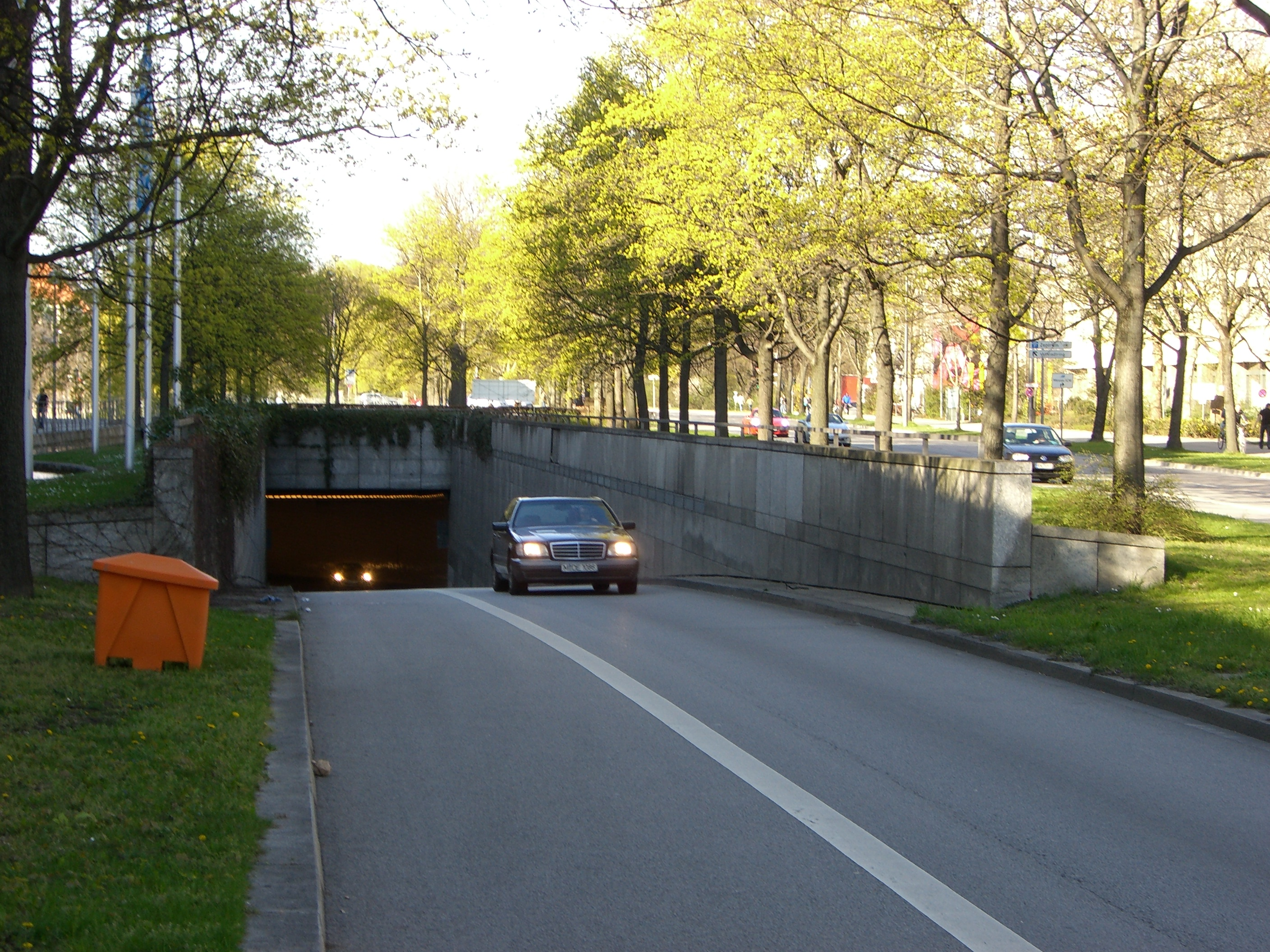
Tunnelausfahrt in den Franz-Josef-Strauß-Ring

### Von-der-Tann-Straße – Franz-Josef-Strauß-Ring – Karl-Scharnagl-Ring
48° 8′ 32″ N, 11° 35′ 1″ O
Oberirdisch kreuzt der Ring als Von-der-Tann-Straße die Ludwigstraße und die hier für den Fahrzeugverkehr gesperrte Königinstraße, in der sich das Münchner US-Generalkonsulat befindet. Anschließend wird die Prinzregentenstraße in Form einer Auf- bzw. Abfahrt gekreuzt. Der Straßenzug schwenkt hinter dem Prinz-Carl-Palais (Königinstraße 1, Amtssitz des Bayerischen Ministerpräsidenten) Richtung Süden und geht in den Franz-Josef-Strauß-Ring über, an dessen Nr. 1 sich die Bayerische Staatskanzlei befindet. Ab der Einmündung Hofgartenstraße, an der die Hauptverwaltung der Max-Planck-Gesellschaft liegt, verläuft er als Karl-Scharnagl-Ring Richtung Südost bis zum Durchbruch der und der heutigen Kreuzung mit der Maximilianstraße. Der Altstadtring ist auf diesem Abschnitt fast durchgehend vierstreifig geführt.

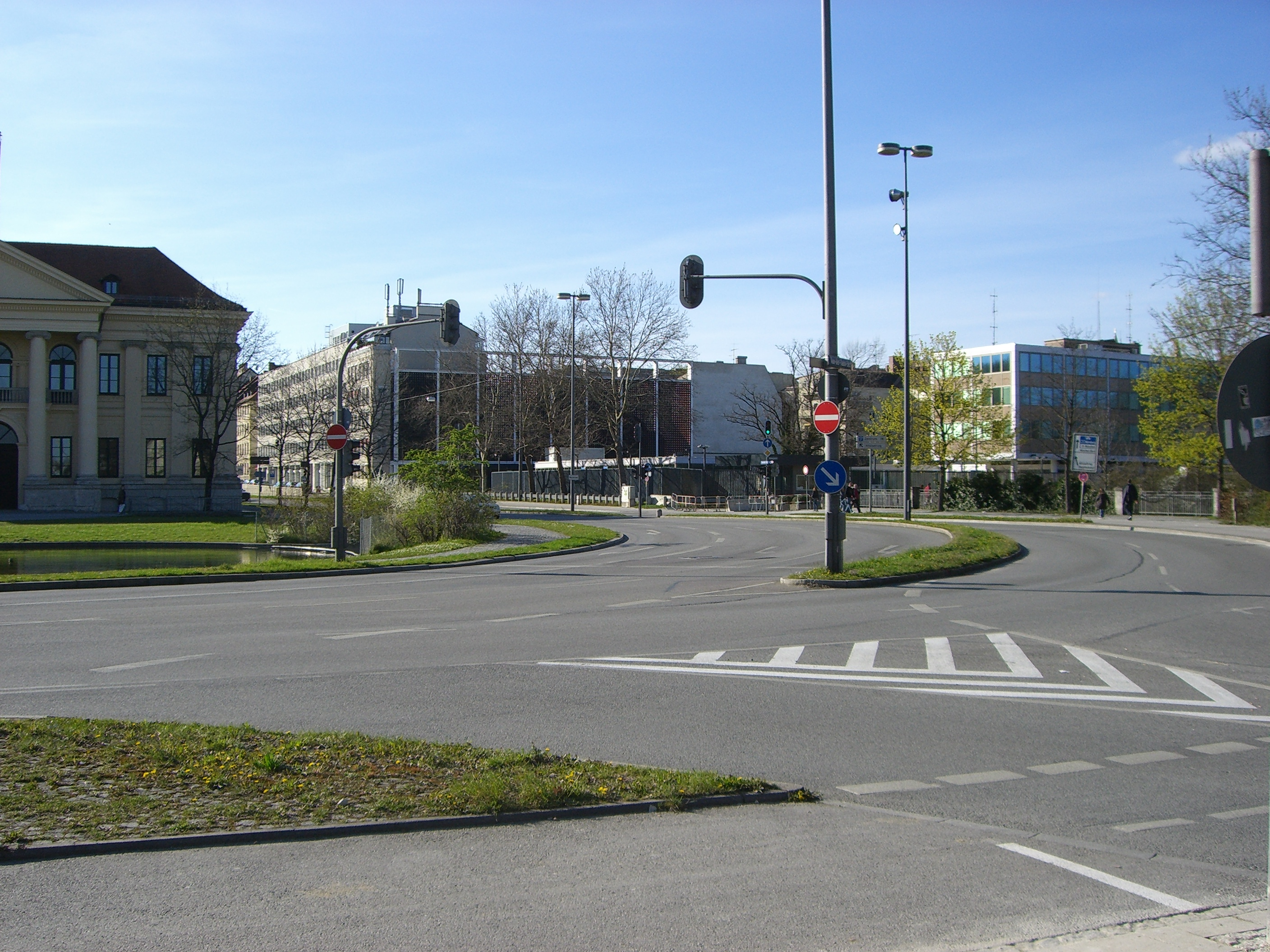
Franz-Josef-Strauß-Ring: hinten das US-Generalkonsulat, links das Prinz-Carl-Palais
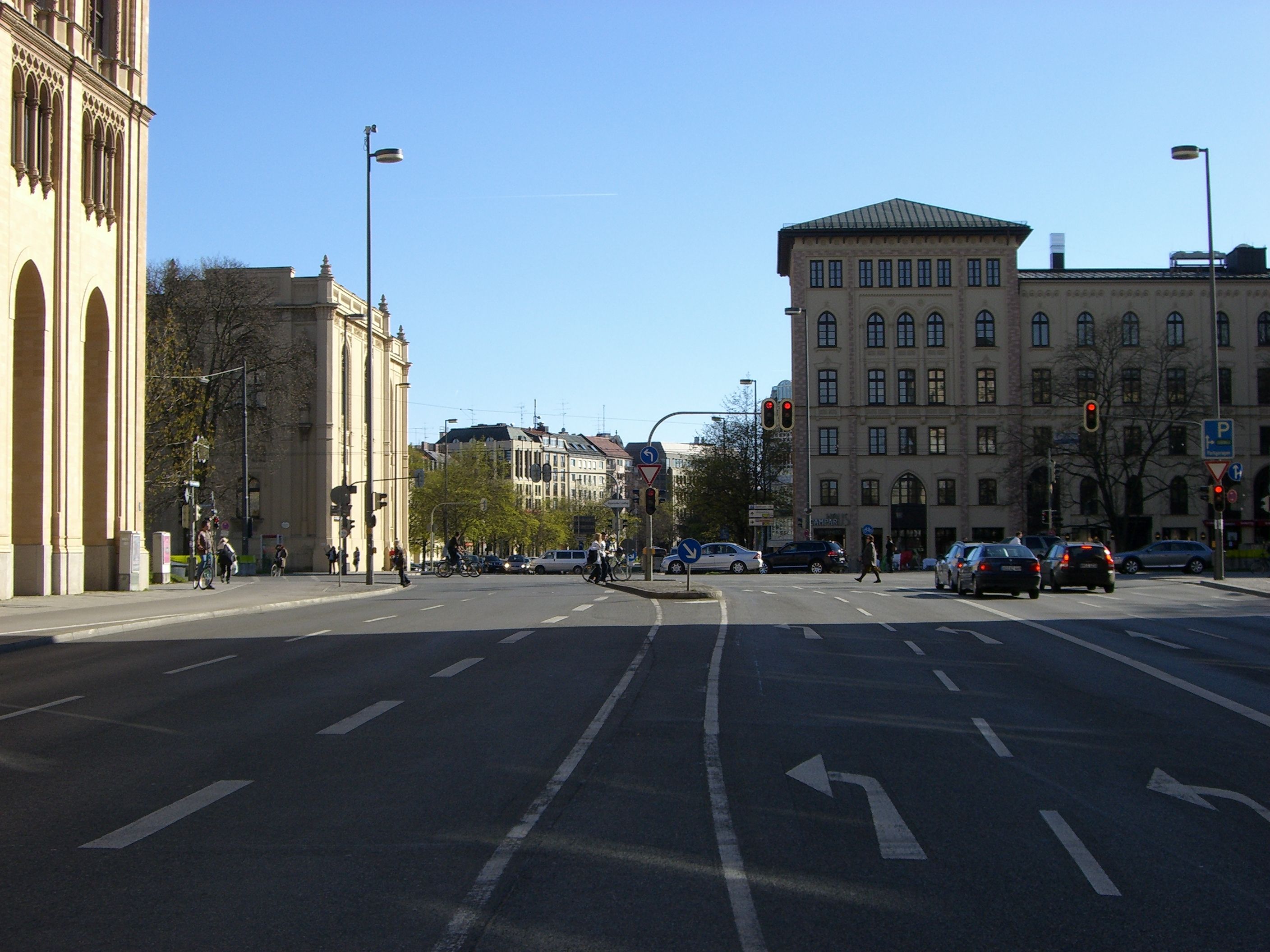
Karl-Scharnagl-Ring Richtung Süden vor der Kreuzung Maximilianstraße
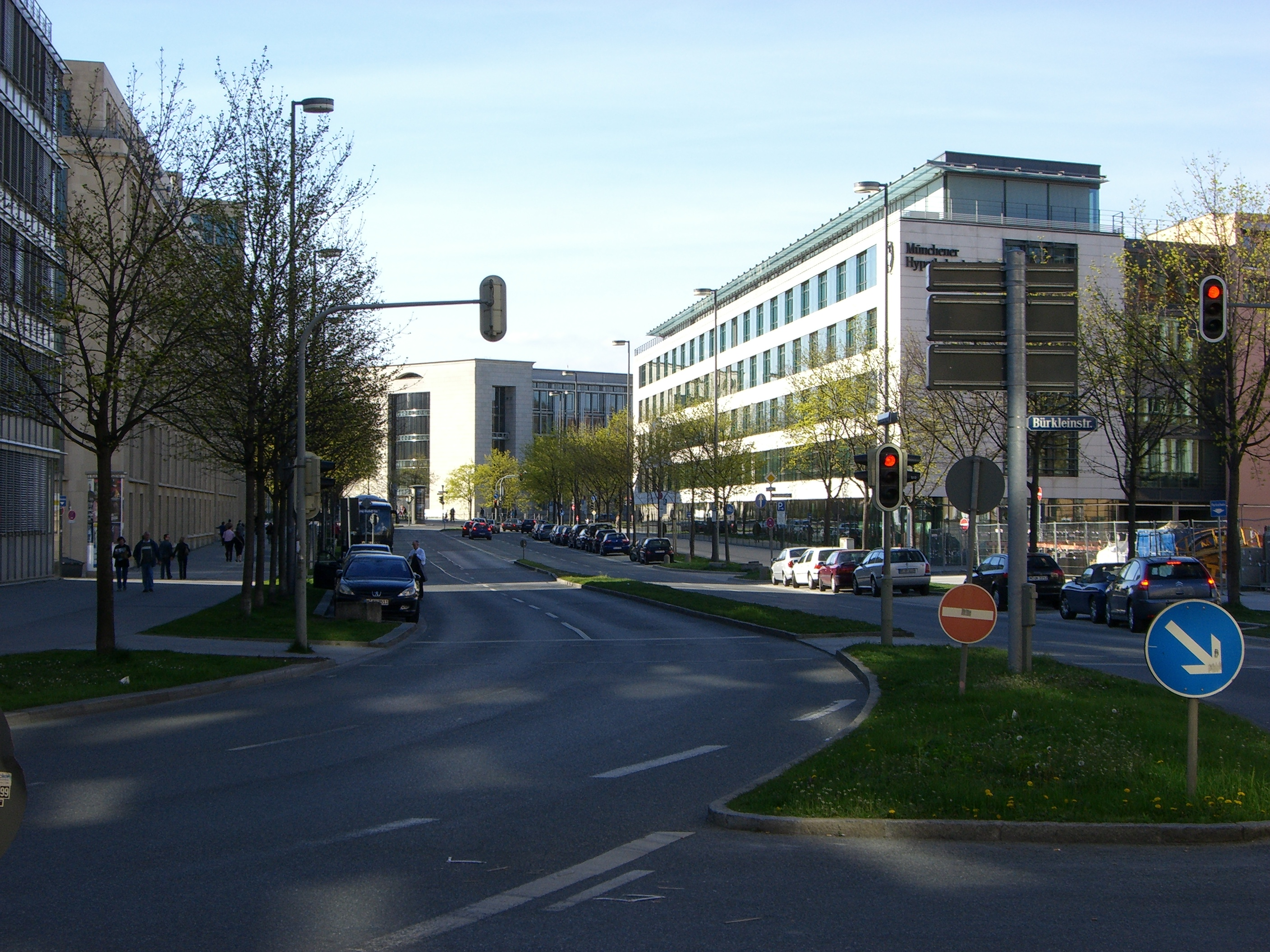
Karl-Scharnagl-Ring Richtung Norden an der Einmündung Bürkleinstraße
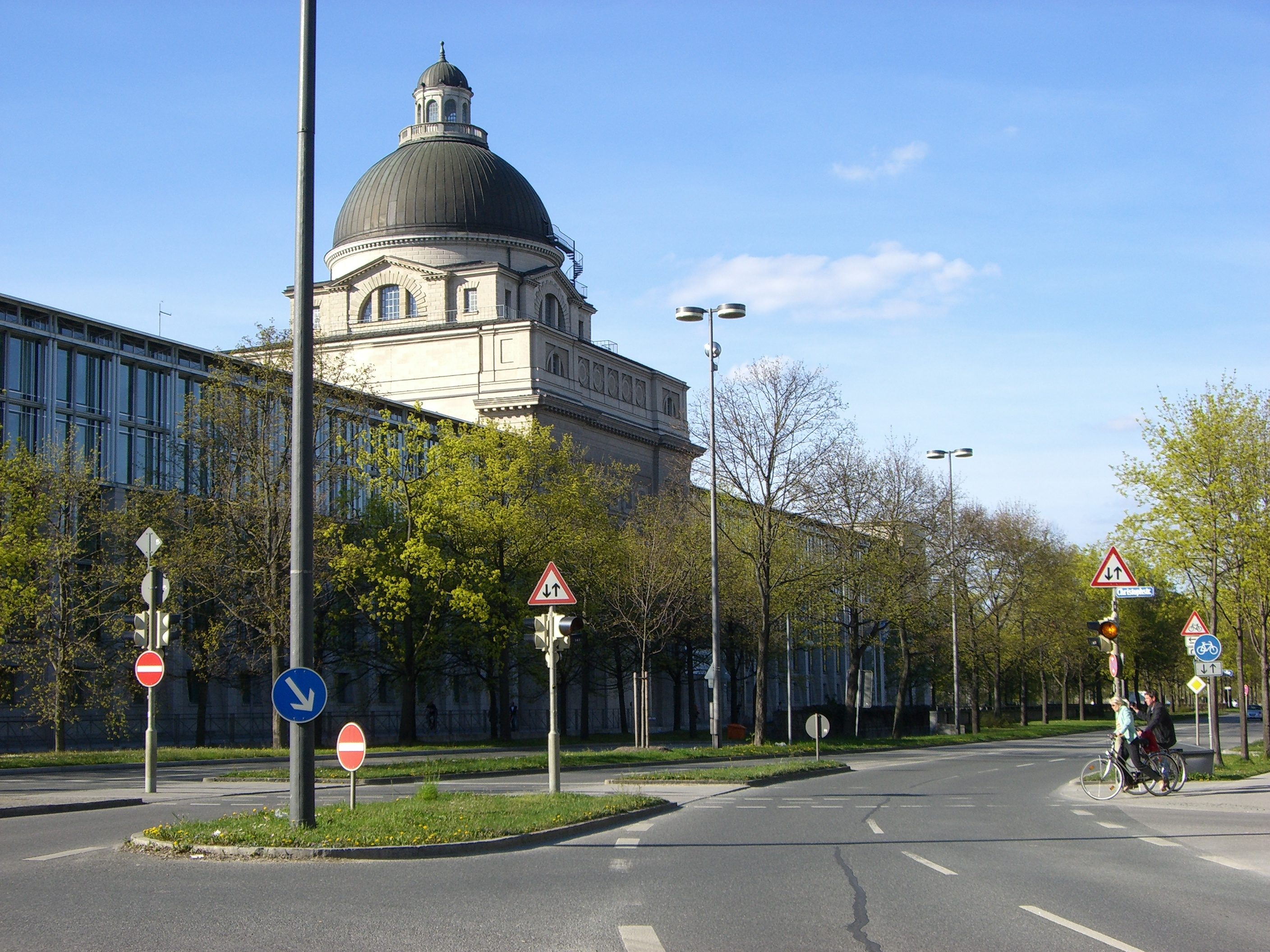
Fahrt auf dem Karl-Scharnagl-Ring Richtung Norden mit der Bayerischen Staatskanzlei am Franz-Josef-Strauß-Ring

### Thomas-Wimmer-Ring – Isartorplatz – Frauenstraße – Blumenstraße
48° 8′ 5″ N, 11° 34′ 32″ O
Der Thomas-Wimmer-Ring führt zum Isartorplatz, wo südöstlich die Zweibrückenstraße abzweigt, die in ihrer Verlängerung als Rosenheimer Straße eine weitere wichtige Verkehrsachse bildet. Nach Nordwesten erschließt die breite Straße „Tal“ die Altstadt von der Isarseite her. Die Frauenstraße und teilweise auch die Blumenstraße sind aus Platzgründen nur zweistreifig ausgebaut, was zu regelmäßigen Staus auf diesem Abschnitt des Rings führt. An der Frauenstraße sind der Viktualienmarkt und die 2003 wieder aufgebaute Schrannenhalle zu finden.

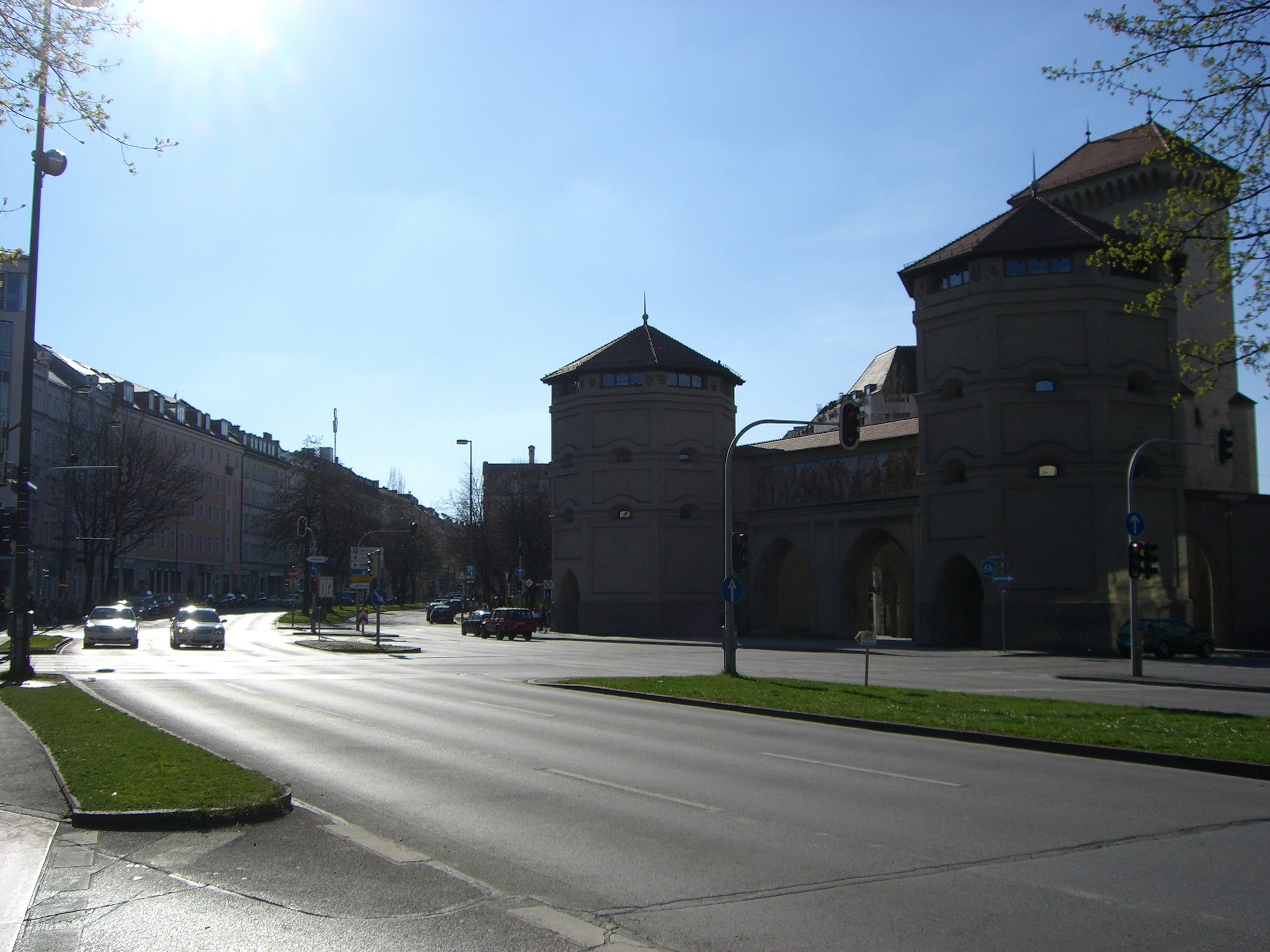
Thomas-Wimmer-Ring: vor dem Isartor
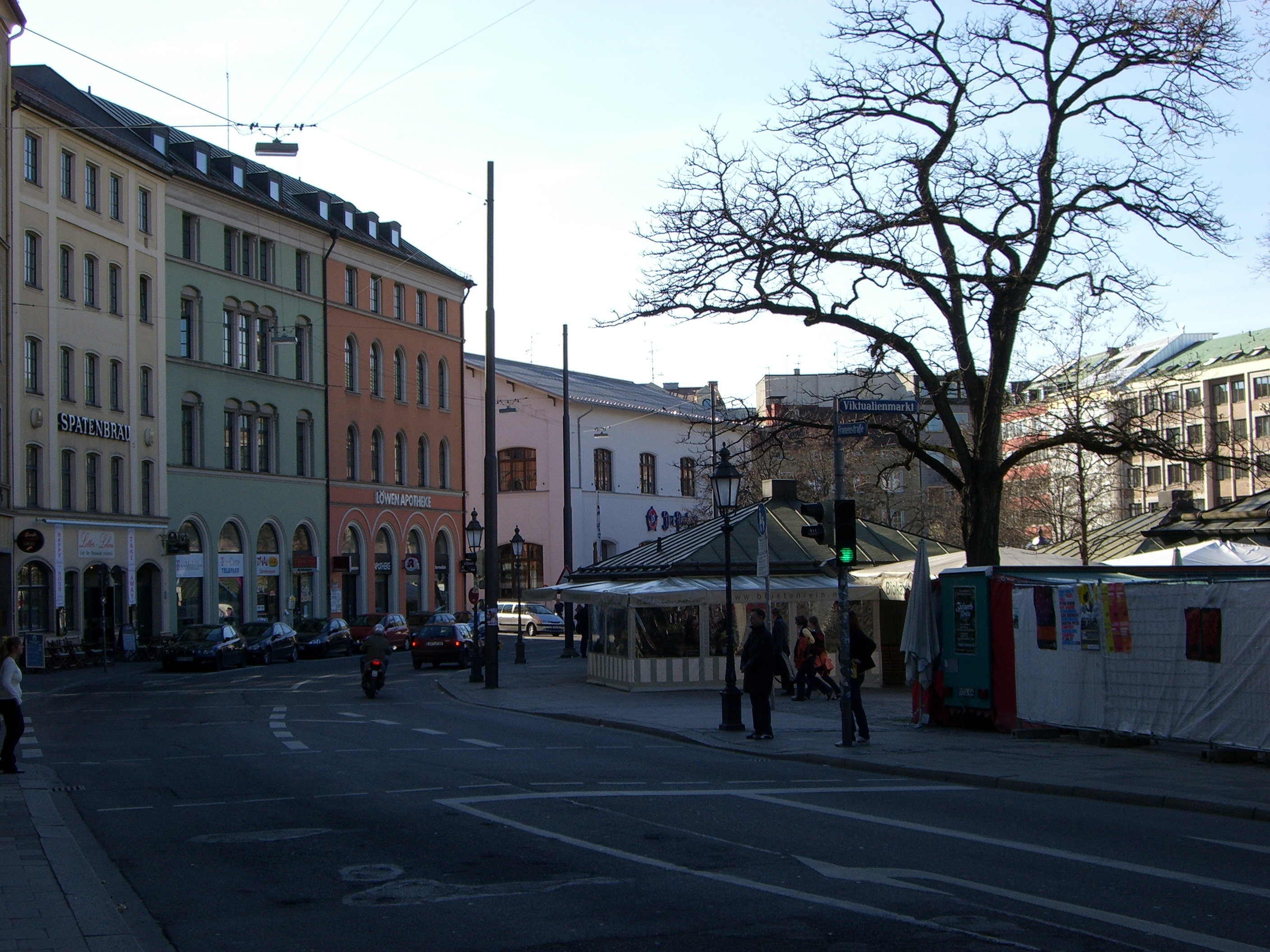
Frauenstraße: am Viktualienmarkt
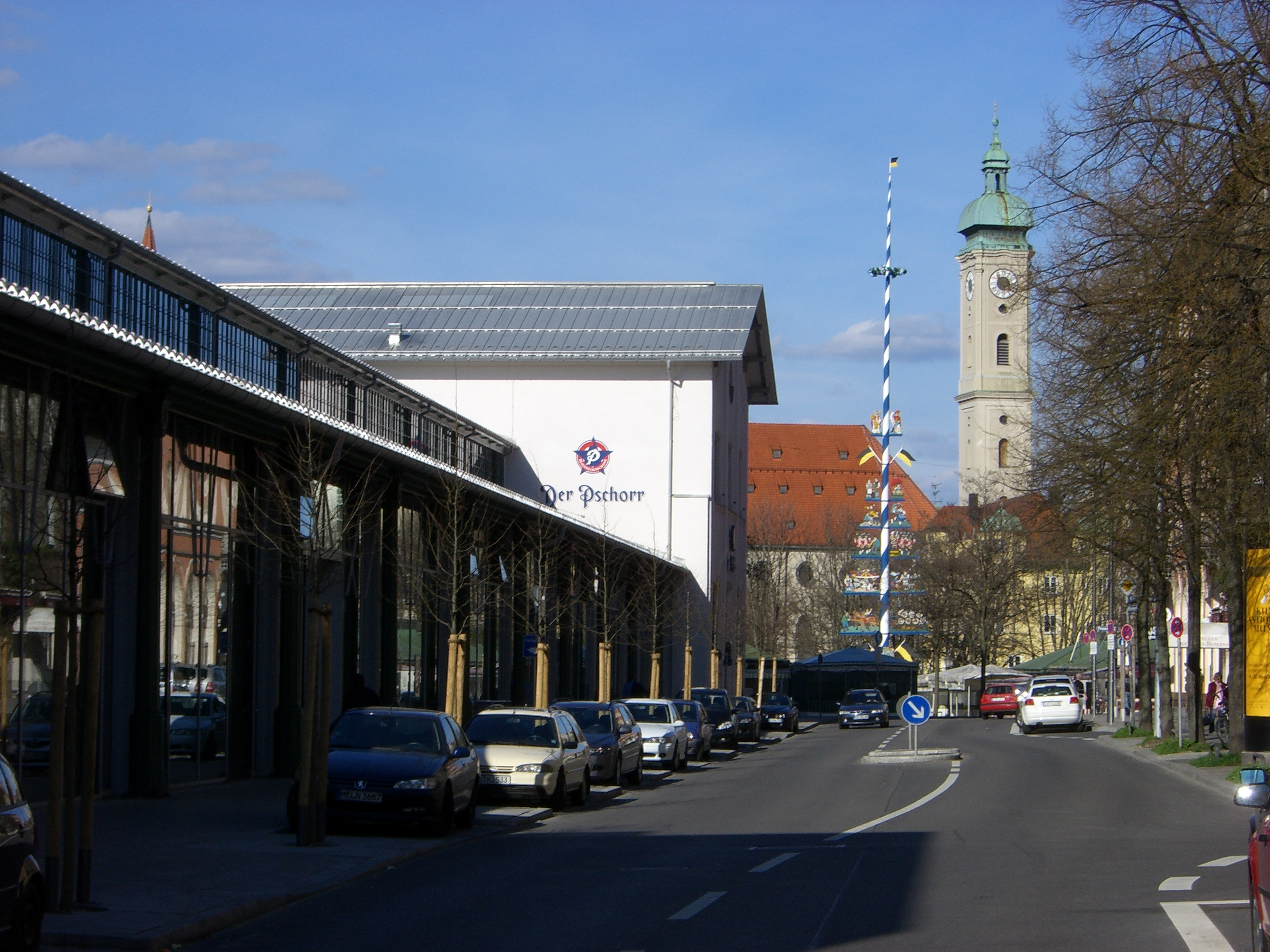
Blumenstraße: links die Schrannenhalle, im Hintergrund der Viktualienmarkt
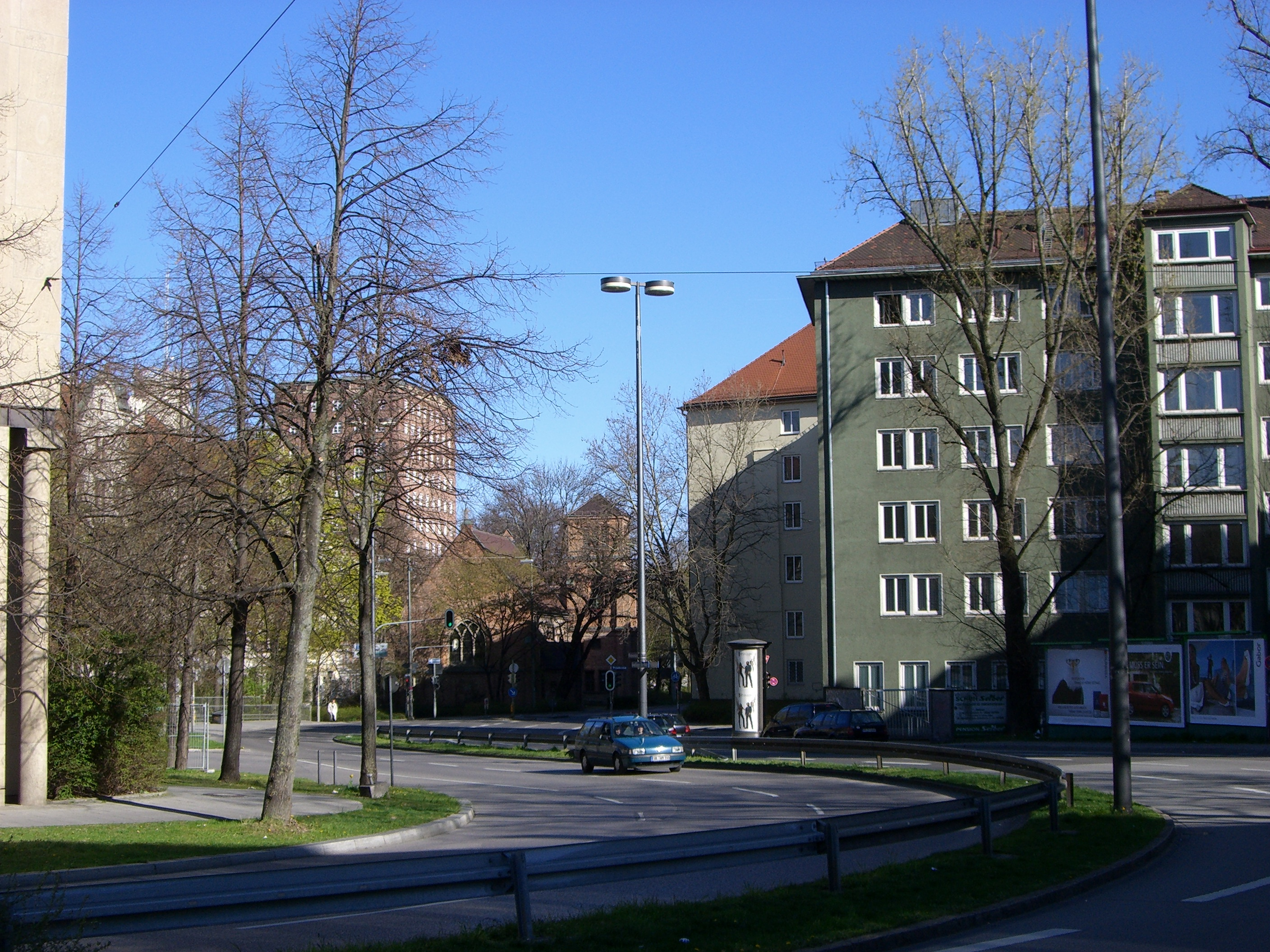
Blumenstraße: Kurvenfahrt durch die bestehende Bebauung

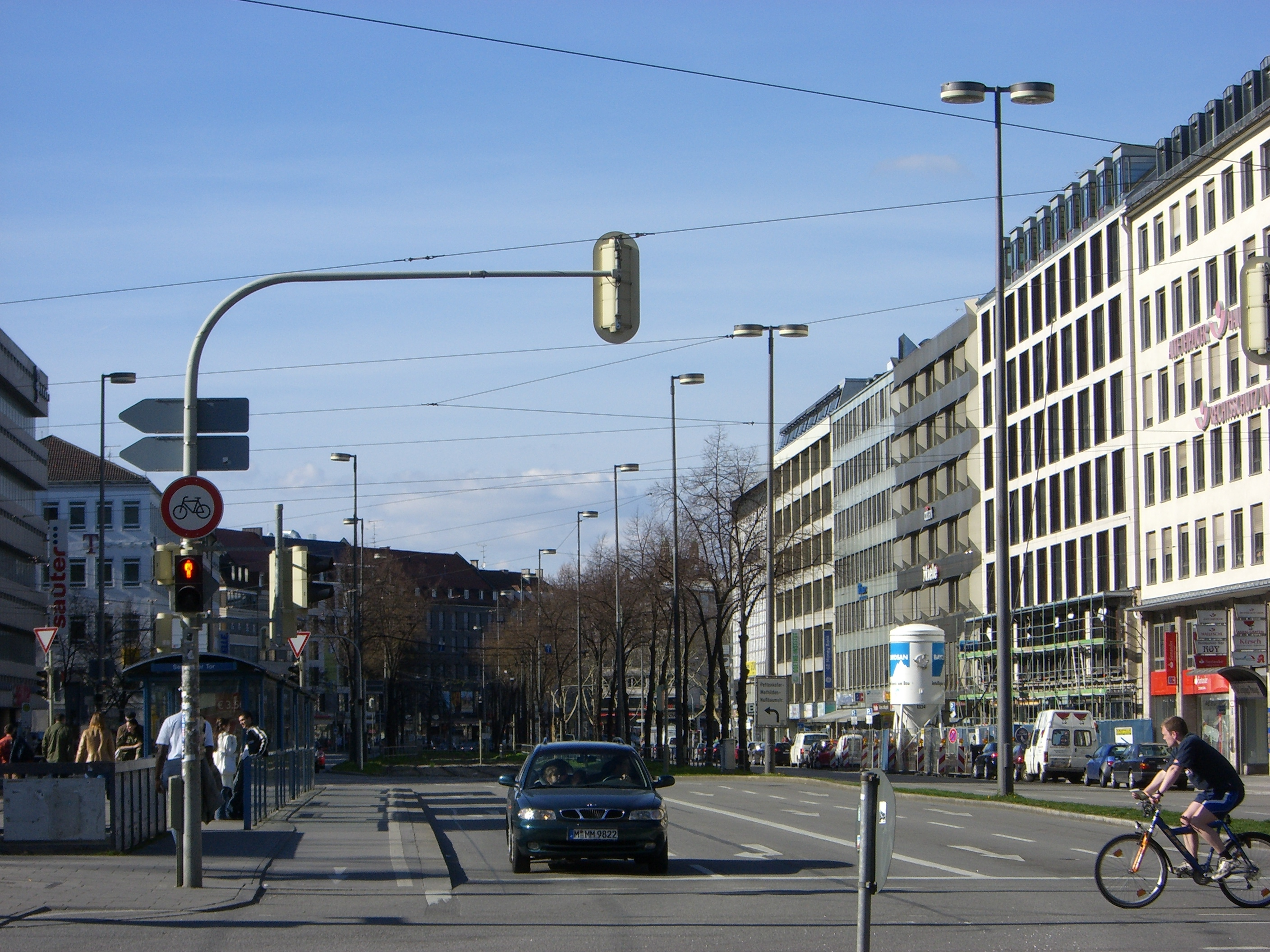
Sonnenstraße: am Sendlinger-Tor-Platz

### Sendlinger-Tor-Platz – Sonnenstraße – Karlsplatz
48° 8′ 11″ N, 11° 33′ 54″ O
Schließlich erreicht die Blumenstraße den Sendlinger-Tor-Platz, kreuzt dort die Lindwurmstraße, eine wichtige Verkehrsachse für die südwestliche Vorstadt, und wird als Sonnenstraße weitergeführt. Der Bau dieses Abschnitts erforderte einen großen Eingriff in das Stadtbild, da die Sonnenstraße aufgrund der großen Verkehrsmassen zum Teil achtstreifig ausgebaut ist und in der Mitte der Straße eine vierstreifige Trambahnlinie verläuft. Der Karlsplatz, auch „Stachus“, war lange Zeit einer der verkehrsreichsten Plätze Europas, bis der östliche Teil des Platzes in eine Fußgängerzone umgewandelt wurde.
Eine mögliche, unterirdische Fortführung der geradeaus führenden Fahrstreifen des Rings unter dem Platz hindurch und anstelle von Teilen des jetzigen Sperrengeschosses im Zugangsbauwerk zur U- und S-Bahn kam nicht zustande, die Entscheidung fiel zugunsten eines Einkaufszentrums aus.
Am nördlichen Ende des Karlsplatzes zweigt nach Westen die Elisenstraße ab, die den nahe gelegenen Münchner Hauptbahnhof verkehrstechnisch erschließt. Der Altstadtring setzt seinen Weg nun in Richtung Nordosten fort.

### Lenbachplatz – Maximiliansplatz – Oskar-von-Miller-Ring
48° 8′ 33″ N, 11° 34′ 23″ O
Der Lenbachplatz wird auf seiner Westseite durch einige der prächtigsten Bauten des Neobarocks in München geprägt. Die Neue Börse, das Bernheimer-Palais und die beiden folgenden Bauten bilden ein Ensemble, das kurz vor 1900 errichtet wurde. Im Norden schließt der Wittelsbacher Brunnen den Platz ab. Er wurde 1895 durch den Bildhauer Adolf von Hildebrand geschaffen, um die Fertigstellung der ersten Münchner Wasserversorgung zu feiern.
Am Maximiliansplatz verläuft der Altstadtring mit getrennten Richtungsfahrbahnen, dazwischen liegt eine kleine Parkanlage mit mehreren monumentalen Standbildern und Brunnen. Etwa in der Mitte wird der Platz von einer Straße durchquert, die durch das Maxtor in die Altstadt führt. Am nördlichen Ende des Platzes kreuzt der Altstadtring die Brienner Straße, eine der vier Prachtstraßen Münchens. Anschließend führt er seinen Weg als Oskar-von-Miller-Ring fort und erreicht den Altstadtringtunnel.

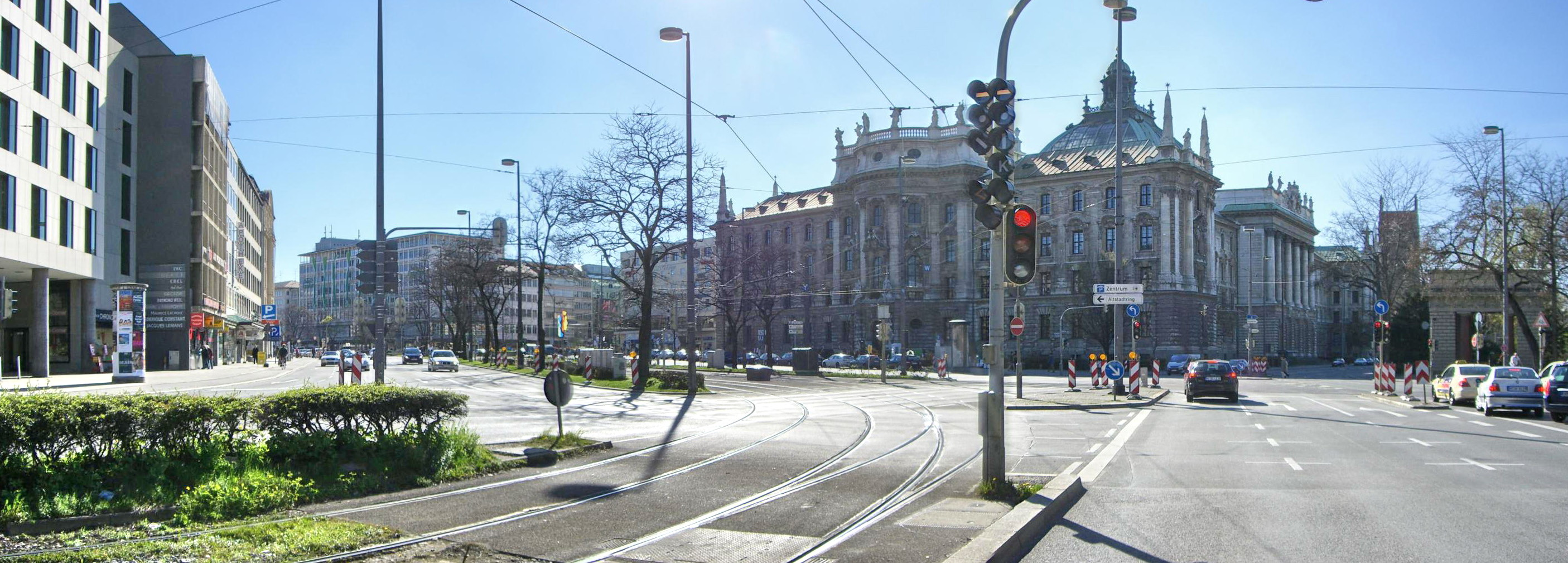
Lenbachplatz mit Stachus und Justizpalast im Hintergrund
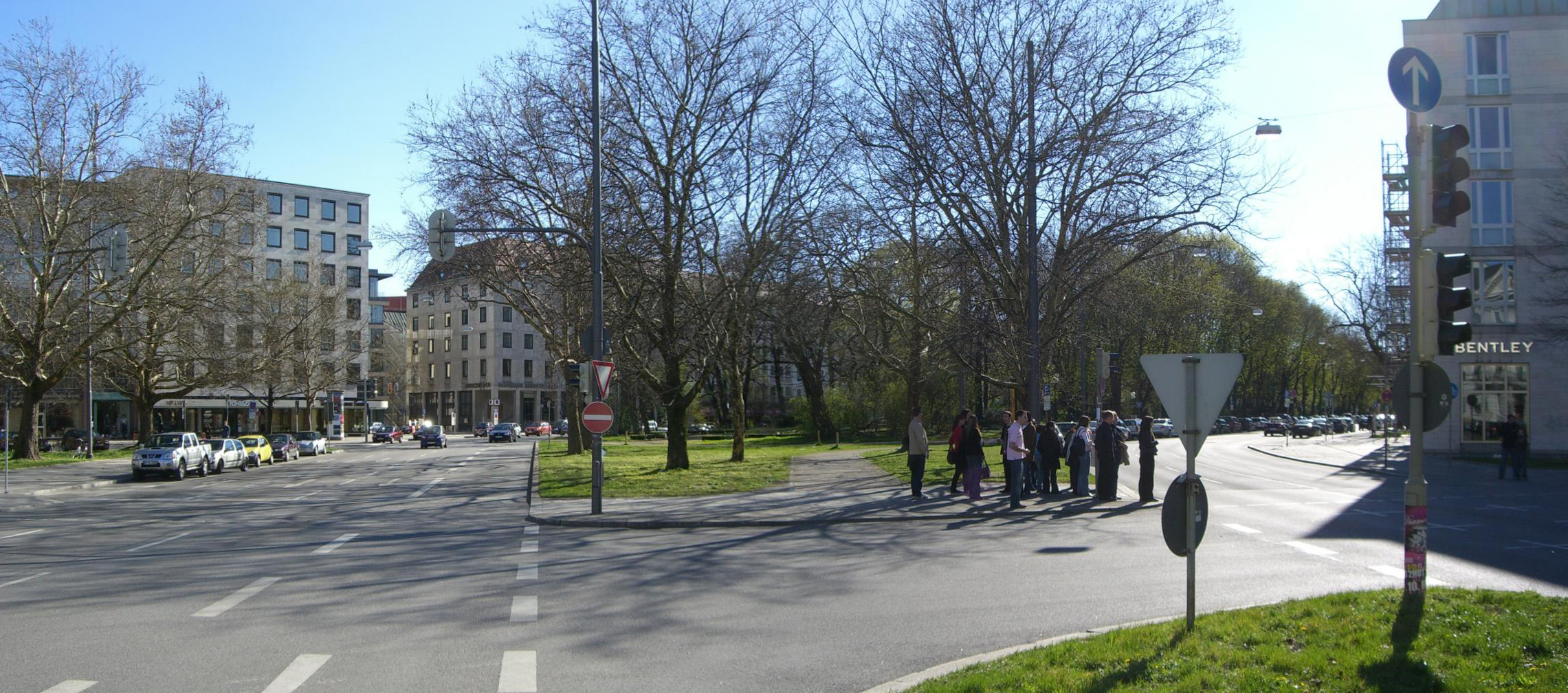
Maximiliansplatz: dieser liegt als Verkehrsinsel zwischen den Richtungsfahrbahnen

## Baugeschichte
Der Münchner Altstadtring wurde bereits seit den 1940er Jahren und verstärkt seit Mitte der 1960er Jahre geplant. 1966 wehrten sich viele Bürger gegen das Vorhaben, den Altstadtring unter dem Prinz-Carl-Palais in einen Tunnel zu verlegen. Zentrum des Protestes war die Bürgerinitiative Münchner Bauforum. Der Bau des Tunnels ließ sich zwar nicht verhindern, aber Oberbürgermeister Hans-Jochen Vogel griff die Idee des Bauforums auf und rief 1968 das Münchner Diskussionsforum für Stadtentwicklungsfragen ins Leben. Daraus entstand 1972 das noch heute bestehende Münchner Forum (Münchner Diskussionsforum für Entwicklungsfragen e. V.). Im Oktober 1968 wurde der Altstadtring Ost für den Verkehr freigegeben, und im Olympiajahr 1972 wurde der Altstadtring fertiggestellt.

## Stadtbild
Der Altstadtring veränderte nicht nur den städtebaulichen Anfang der Prinzregentenstraße am Eingang zum Englischen Garten, sondern durchschneidet in der Folge auch die weiteren drei königlichen Prachtstraßen. Während die Schneise durch die Maximilianstraße mittlerweile durch historisierende Neubauten etwas verengt wurde, klaffen sowohl in der Mitte der Ludwigstraße als auch der Brienner Straße durch abgetragene historische Bauten große Lücken. Im Westen wurde durch den Ausbau der Sonnenstraße zum Boulevard unter Abriss der klassizistischen  Matthäuskirche bereits in nationalsozialistischer Zeit der Straßenverlauf ausreichend verbreitet, während im Süden zwischen Sendlinger Tor und Isartor eine Verbreiterung unterblieb und nur wenige einst bebaute Areale durch Freiflächen ersetzt wurden, so beispielsweise der Bauplatz für das Isartortheater.

## Bauwerke und Sehenswürdigkeiten am Altstadtring
Von Norden an im Uhrzeigersinn
- Amerikanisches Generalkonsulat
- Prinz-Carl-Palais
- Haus der Kunst
- Bayerische Staatskanzlei
- Hauptverwaltung der Max-Planck-Gesellschaft
- Regierung von Oberbayern
- Museum Fünf Kontinente
- Isartor
- Viktualienmarkt
- Schrannenhalle
- Städtisches Hochhaus, genannt Altes Technisches Rathaus
- Münchner Marionettentheater
- St. Willibrord
- Hauptfeuerwache
- Sendlinger Tor
- St. Matthäus
- Ehemaliges Postscheckamt (1856) in der Sonnenstraße
- Karlstor
- Justizpalast
- Maxburg
- Ehemalige Börse
- Haus Bernheimer
- Maximiliansplatz mit Wittelsbacherbrunnen
- Platz der Opfer des Nationalsozialismus mit der Ewigen Flamme des Denkmals für die Opfer der NS-Gewaltherrschaft
- OSKAR

## Ausstellung
Vom 8. April bis zum 15. Mai 2003 fand die Ausstellung Stadtraum Altstadtring im PlanTreff des Referates für Stadtplanung und Bauordnung der Landeshauptstadt München, Blumenstraße 31, statt. Neun Arbeitsgruppen von Architekturstudierenden der Technischen Universität München und der Fachhochschule München zeigten in ihren Entwürfen „[…] wie in den Vierteln eine Wohlfühl-Atmosphäre geschaffen und die Lebensqualität der Menschen gesteigert werden […]“ könne. Die FH-Studenten Arnold Tisch und Max Ziervogel präsentierten den hypermodernen CAx-generierten Kultur- und Besucherpavillon id pool zur Umgestaltung des Isartorplatzes. Bei der Vernissage dämpfte Stadtbaurätin Christiane Thalgott die Hoffnungen mit der Aussage: „Leider ist die Möglichkeit, den vom Verkehr beherrschten Stadtraum am Münchner Altstadtring strukturell zu verändern, gering.“.